# Raymond Lauchengco
Raymond Lauchengco (29 de noviembre de 1964, Manila), es un actor, cantante y baladista filipino perteneciente a la época Bagets en la década de los años 1980. Fue muy popular por sus exitosas canciones melódicas como "Saan Darating Ang Umaga", "Así It's You" y "Adiós", que fue auspiciado bajo el sello discográfico de Vicor Music Corporation.
Lauchengco formaba parte de otros artistas denominados como "Pepsi Nueva Generación", que colaboraba para otros artistas tales como Keno, Gino Padilla, JoAnne Lorenzana y Timmy Cruz. Aunque su primera pasión era hacer teatro, su talento le llevó a otras áreas de entretenimiento.

## Televisión
- Bagets en la televisión (PTV)
- Difusión Campus (BBC)
- 2 más 2 (BBC)
- Estudio (RPN)
- Young Love, Sweet Love (RPN)
- Oks na Oks (NBN)
- Hermanos pequeños (ABS-CBN)
- Jovencitas Pan Alley (ABS-CBN)
- Vilma! (Red de GMA)
- Eso es Entretenimiento (GMA Network)
- OVNI: Urbano, Felissa y Otros (Red de GMA)
- Dance-2-Nite (ABS-CBN)
- Blues Co-ed (RPN)
- Awitawanan (CIB)
- Bonito Ness (CIB)
- Pasikatan sa 13 (CIB)
- 17 Bernard Club (ABC)
- Showtime Funtime (ABC)
- Notas de Amor (ABC)
- El Sr. DJ (ABC)
- Le saluda con amor, Helen (Red de GMA)
- GMA Supershow (Red de GMA)
- GMA Especiales Telesine (Red de GMA)
- Barangay EE. UU.: Unang Sigaw (RPN)
- [Celebrity Duets [: Filipinas Edition]] (Red de GMA)
- Bulaga Coma! (Red de GMA)
- Kaya Maalala mo (ABS-CBN)

- Phil. artículo: Raymond Lauchengco Menchú - Hermanosm Revelry (febrero de 2010) «Sweeney Todd cumple Tony Bennett en San Valentín por Carballo Bibsy». (enlace roto disponible en Internet Archive; véase el historial, la primera versión y la última).